# Прямоволосник скельний
Прямоволосник скельний (Orthotrichum rupestre) — вид мохів порядку прямоволосникальних (Orthotrichales).

## Поширення
Батьківщиною є Європа, Африка, Північна Америка, Південна Америка, Азія, Австралія, Нова Зеландія.
Населяє невапнякові брили та обриви в мезичах соснових, смереково-ялицевих або осикових лісів, підніжжя дерев, субальпійська тінь; від низьких до високих (100–3000 м).

## Характеристика
Рослини (1)3–12.5 см. Стеблові листки в сухому стані жорсткі, прямовисно-притиснуті, від вузько-ланцетних до яйцювато-ланцетних, 2–4.5 мм; краї зігнуті майже до вершини, цілі; верхівка від гострої до тонко гострої. Спеціалізоване нестатеве розмноження відсутнє. Коробочкові ніжки до 1.8 мм. Коробочка зазвичай на 1/3 виступає, кулясто-яйцювата, яйцювато-видовжена чи коротко-довгаста, 1.3–1.8 мм, злегка або чітко 8-ребриста 1/2–2/3 довжини. Спори 13–21 мкм.